# Seznam židovských hřbitovů v Česku
Seznam židovských hřbitovů v Česku je rozčleněn podle okresů. Zaniklé hřbitovy jsou vyznačeny kurzivou. Hvězdička za názvem obce vede na příslušnou kategorii na projektu Wikimedia Commons.

## Okres Benešov
- Benešov ❊
- Benešov ❊
- Divišov (Měchnov) ❊
- Načeradec ❊
- Neustupov ❊
- Neveklov ❊
- Pravonín ❊
- Studený ❊
- Trhový Štěpánov ❊
- Votice ❊
- Vlašim ❊

## Okres Beroun
- Beroun ❊
- Hostomice ❊
- Liteň ❊
- Mořina ❊
- Praskolesy ❊

## Okres Blansko
- Boskovice ❊

## Okres Brno-město
- Brno ❊

## Okres Brno-venkov
- Dolní Kounice ❊
- Ivančice ❊
- Lomnice ❊
- Pohořelice ❊

## Okres Bruntál
- Bruntál ❊
- Krnov ❊
- Osoblaha ❊

## Okres Břeclav
- Břeclav ❊
- Hustopeče ❊
- Mikulov ❊
- Podivín ❊

## Okres Česká Lípa
- Česká Lípa - starý hřbitov ❊
- Česká Lípa - nový hřbitov

## Okres České Budějovice
- České Budějovice ❊
- Hluboká nad Vltavou ❊
- Koloděje nad Lužnicí ❊
- Neznašov ❊

## Okres Český Krumlov
- Český Krumlov ❊
- Rožmberk nad Vltavou - starý hřbitov ❊
- Rožmberk nad Vltavou - nový hřbitov ❊

## Okres Domažlice
- Domažlice ❊
- Loučim ❊
- Mutěnín ❊
- Poběžovice ❊
- Puclice ❊

## Okres Frýdek-Místek
- Frýdek-Místek ❊
- Jablunkov ❊

## Okres Havlíčkův Brod
- Židovský hřbitov v HabrechGolčův Jeníkov ❊
- Habry ❊
- Havlíčkův Brod ❊
- Havlíčkův Brod (tyfový hřbitov) ❊
- Chotěboř ❊
- Ledeč nad Sázavou ❊

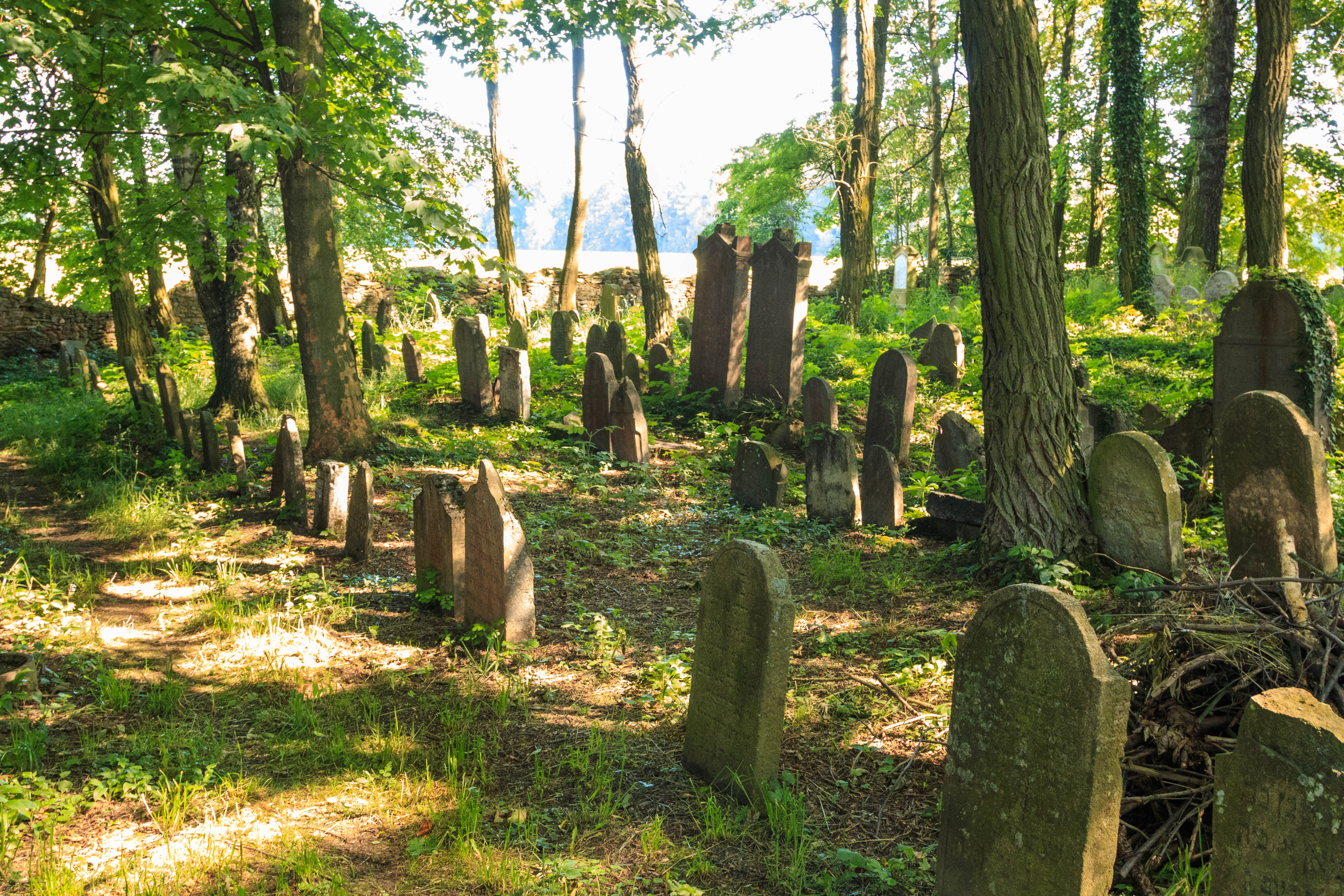
Židovský hřbitov v Habrech

- Židovský hřbitov ve Světlé nad Sázavou ❊

## Okres Hodonín
- Bzenec ❊
- Dambořice ❊
- Hodonín ❊
- Kostelec u Kyjova ❊
- Strážnice ❊
- Velká nad Veličkou ❊
- Veselí nad Moravou ❊

## Okres Hradec Králové
- Hradec Králové (Pouchov) ❊
- Chlumec nad Cidlinou ❊
- Nový Bydžov ❊

## Okres Cheb
- Drmoul ❊
- Lázně Kynžvart ❊
- Lomnička ❊
- Malá Šitboř ❊
- Mariánské Lázně ❊
- Poutnov ❊
- Úbočí ❊

## Okres Chomutov
- Bílence ❊
- Hořenec ❊
- Chomutov ❊
- Mašťov ❊
- Široké Třebčice ❊
- Údlice (nový hřbitov) ❊
- Údlice (starý hřbitov) ❊

## Okres Chrudim
- Dřevíkov ❊
- Heřmanův Městec ❊
- Hlinsko ❊
- Hoješín ❊
- Hroubovice ❊
- Chrudim ❊
- Luže ❊
- Přestavlky ❊
- Zájezdec ❊

## Okres Jičín
- Hořice (starý) ❊
- Hořice (nový)
- Jičín ❊
- Libáň ❊

## Okres Jihlava
- Batelov ❊
- Brtnice ❊
- Jihlava ❊
- Polná ❊
- Puklice ❊
- Střítež ❊
- Telč ❊
- Třešť ❊
- Větrný Jeníkov ❊

## Okres Jindřichův Hradec
- Dolní Bolíkov ❊
- Jindřichův Hradec ❊
- Kardašova Řečice ❊
- Markvarec ❊
- Nová Bystřice ❊
- Nová Včelnice ❊
- Olšany ❊
- Písečné ❊
- Staré Město pod Landštejnem ❊
- Stráž nad Nežárkou ❊
- Třeboň ❊
- Velký Pěčín ❊

## Okres Karlovy Vary
- Bečov nad Teplou ❊
- Hroznětín ❊
- Karlovy Vary ❊
- Luka ❊
- Nejdek ❊
- Útvina ❊

## Okres Karviná
- Bohumín ❊
- Český Těšín ❊
- Orlová ❊

## Okres Kladno
- Blevice ❊
- Hostouň ❊❊
- Kladno ❊
- Slaný ❊
- Zlonice ❊

## Okres Klatovy
- Dlouhá Ves ❊
- Horažďovice ❊
- Chlistov ❊
- Janovice nad Úhlavou ❊
- Klatovy ❊
- Kolinec ❊
- Hartmanice ❊
- Nýrsko ❊
- Podmokly ❊
- Rabí ❊
- Slatina ❊
- Strážov ❊
- Sušice ❊
- Švihov ❊
- Velhartice ❊

## Okres Kolín
- Kolín - starý židovský hřbitov ❊
- Kolín - nový židovský hřbitov ❊
- Kouřim ❊
- Přistoupim ❊

## Okres Kroměříž
- Holešov ❊
- Koryčany ❊
- Kroměříž ❊

## Okres Kutná Hora
- Čáslav ❊
- Malešov ❊
- Uhlířské Janovice ❊
- Zbraslavice ❊

## Okres Liberec
- Liberec ❊

## Okres Litoměřice
- Budyně nad Ohří ❊
- Čížkovice ❊
- Libochovice ❊
- Litoměřice ❊
- Lovosice ❊
- Radouň ❊
- Roudnice nad Labem (starý hřbitov) ❊
- Roudnice nad Labem (nový hřbitov) ❊
- Terezín ❊
- Třebívlice ❊
- Úštěk ❊

## Okres Louny
- Čeradice ❊
- Drahonice ❊
- Hřivčice
- Liběšice (starý hřbitov) ❊
- Liběšice (nový hřbitov) ❊
- Letov ❊
- Louny ❊
- Měcholupy ❊
- Podbořanský Rohozec ❊
- Podbořany ❊
- Vrbno nad Lesy ❊
- Žatec ❊

## Okres Mělník
- Bosyně ❊
- Byšice ❊
- Kostelec nad Labem ❊
- Mělník ❊
- Spomyšl ❊
- Postřižín ❊

## Okres Mladá Boleslav
- Dolní Cetno ❊
- Mladá Boleslav ❊
- Veselice ❊
- Zámostí ❊

## Okres Most
- Most ❊

## Okres Náchod
- Jaroměř ❊
- Náchod ❊
- Velká Bukovina ❊

## Okres Nový Jičín
- Bílovec ❊
- Klimkovice ❊
- Nový Jičín ❊

## Okres Nymburk
- Kovanice ❊
- Křinec ❊
- Městec Králové ❊
- Poděbrady ❊

## Okres Olomouc
- Olomouc (židovská sekce Ústředního hřbitova)

## Okres Opava
- Hlučín
- Opava ❊

## Okres Ostrava-město
- Ostrava (nový hřbitov) ❊
- Ostrava (starý hřbitov) ❊
- Michálkovice

## Okres Pardubice
- Holice ❊
- Pardubice ❊
- Přelouč ❊

## Okres Pelhřimov
- Černovice ❊
- Horní Cerekev ❊
- Hořepník ❊
- Humpolec ❊
- Kamenice nad Lipou ❊
- Košetice ❊
- Lukavec ❊
- Nová Cerekev ❊
- Pacov ❊
- Pavlov ❊

## Okres Písek
- Kovářov ❊
- Květuš ❊
- Milevsko ❊
- Mirotice ❊
- Mirovice ❊
- Písek ❊
- Protivín ❊
- Zběšičky ❊

## Okres Plzeň-jih
- Blovice ❊
- Dolní Lukavice ❊
- Kasejovice ❊
- Merklín ❊
- Přeštice ❊
- Spálené Poříčí ❊
- Stod ❊
- Štěnovice ❊

## Okres Plzeň-město
- Nový židovský hřbitov v Plzni ❊
- Starý židovský hřbitov v Plzni ❊

## Okres Plzeň-sever
- Kožlany ❊
- Město Touškov ❊
- Nečtiny ❊
- Pňovany ❊
- Rabštejn nad Střelou ❊
- Všeruby ❊

## Praha
- Židovská zahrada ❊
- Starý židovský hřbitov v Praze Josefově ❊
- Nový židovský hřbitov v Praze-Libni ❊
- Starý židovský hřbitov v Praze-Libni ❊
- Nový židovský hřbitov na Smíchově (Malvazinky)❊
- Starý židovský hřbitov na Smíchově❊
- Židovský hřbitov v Praze-Uhříněvsi ❊
- Židovský hřbitov v Praze-Žižkově ❊
- Nový židovský hřbitov na Olšanech ❊

## Okres Praha-východ
- Brandýs nad Labem ❊
- Kostelec u Křížků ❊
- Strančice ❊

## Okres Praha-západ
- Třebotov ❊

## Okres Prachatice
- Čkyně ❊
- Dub ❊
- Vlachovo Březí ❊

## Okres Prostějov
- Prostějov ❊

## Okres Přerov
- Hranice ❊
- Kojetín ❊
- Lipník nad Bečvou ❊
- Přerov ❊
- Tovačov ❊

## Okres Příbram

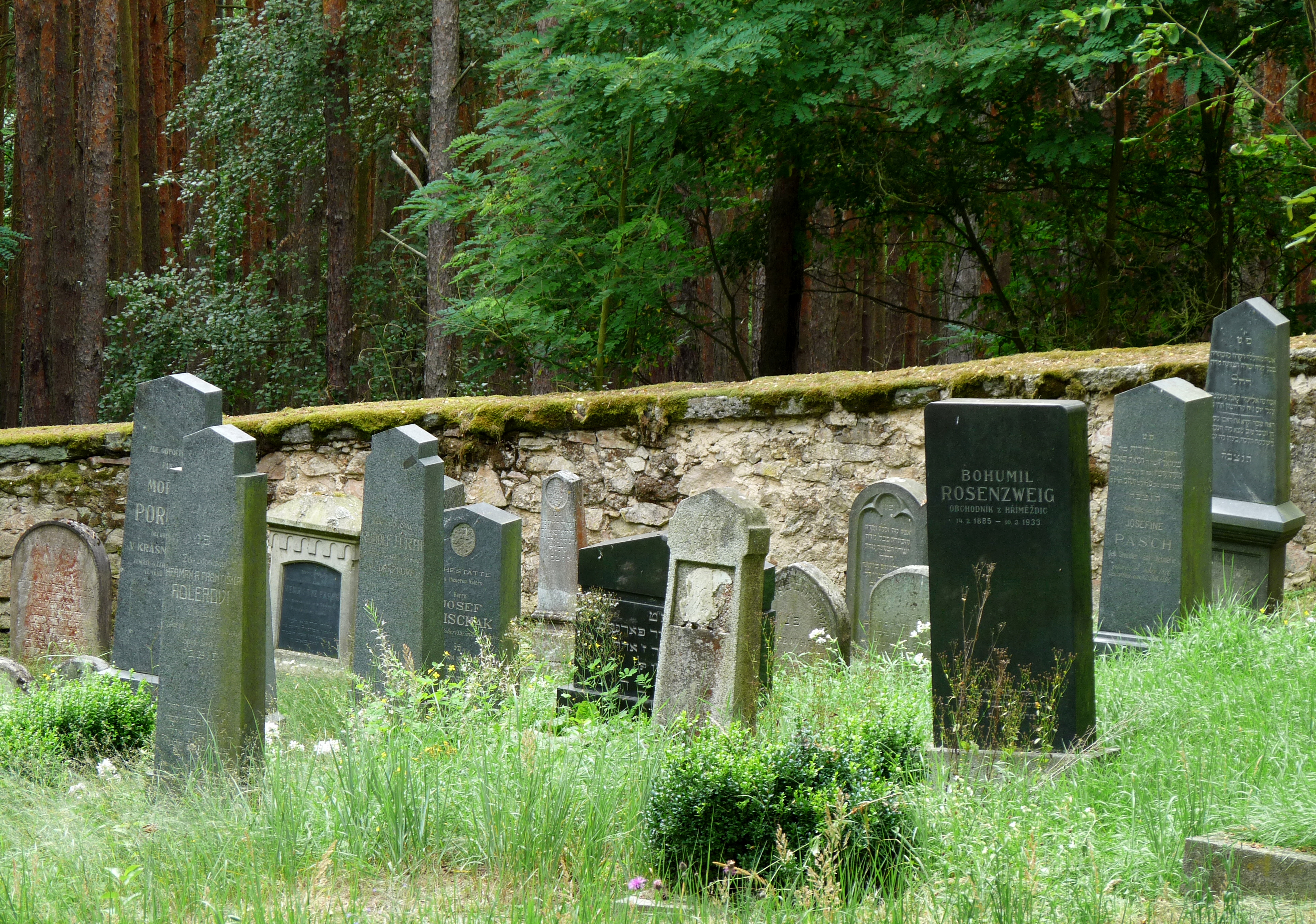
Náhrobky židovského hřbitova v Drážkově

- Náhrobky židovského hřbitova v DrážkověBohostice ❊
- Březnice ❊
- Čelina ❊
- Dobříš ❊
- Drážkov ❊
- Kamenná ❊
- Kosova Hora ❊
- Příbram ❊
- Sedlec-Prčice ❊
- Zalužany ❊

## Okres Rakovník
- Nové Strašecí ❊
- Rakovník ❊
- Svinařov ❊
- Zderaz ❊

## Okres Rokycany
- Hřešihlavy ❊
- Osek ❊
- Radnice ❊
- Rokycany ❊
- Terešov ❊

## Okres Rychnov nad Kněžnou
- Dobruška
- Podbřezí ❊
- Rokytnice v Orlických horách ❊
- Rychnov nad Kněžnou ❊
- Vamberk ❊

## Okres Semily
- Turnov ❊

## Okres Sokolov
- Arnoltov ❊
- Krásná Lípa ❊
- Kynšperk nad Ohří ❊
- Sokolov ❊

## Okres Strakonice
- Čichtice ❊
- Hoštice ❊
- Osek ❊
- Strakonice ❊
- Pražák (Vodňany) ❊
- Volyně ❊

## Okres Svitavy
- Jevíčko ❊
- Litomyšl ❊
- Polička ❊
- Svitavy ❊

## Okres Šumperk
- Loštice ❊
- Mohelnice ❊
- Šumperk ❊
- Úsov ❊

## Okres Tábor
- Babčice ❊
- Bechyně ❊
- Běleč ❊
- Jistebnice ❊
- Myslkovice ❊
- Prudice ❊
- Přehořov ❊
- Radenín ❊
- Stádlec ❊
- Tábor (Starý a Nový hřbitov) ❊
- Tučapy ❊

## Okres Tachov
- Bezdružice ❊
- Dlouhý Újezd ❊
- Chodová Planá, nový židovský hřbitov ❊
- Chodová Planá, starý židovský hřbitov ❊
- Kořen ❊
- Nové Sedliště ❊
- Ošelín ❊
- Pořejov ❊
- Stráž ❊
- Stříbro ❊
- Tachov, nový židovský hřbitov ❊
- Tachov, starý židovský hřbitov ❊
- Telice (Prostiboř) ❊

## Okres Teplice
- Bílina ❊
- Sobědruhy ❊
- Teplice (nový hřbitov) ❊
- Teplice (starý hřbitov) ❊

## Okres Trutnov
- Trutnov ❊
- Úpice ❊

## Okres Třebíč
- Jemnice ❊
- Moravské Budějovice ❊
- Police ❊
- Třebíč ❊

## Okres Uherské Hradiště
- Uherský Brod - starý hřbitov ❊
- Uherský Brod - nový hřbitov ❊
- Uherský Ostroh ❊

## Okres Ústí nad Labem
- Ústí nad Labem (starý hřbitov)
- Ústí nad Labem (nový hřbitov)

## Okres Ústí nad Orlicí
- Žamberk ❊

## Okres Vsetín
- Rožnov pod Radhoštěm
- Valašské Meziříčí ❊
- Velké Karlovice ❊
- Vsetín ❊

## Okres Vyškov
- Bučovice ❊
- Ivanovice na Hané ❊
- Rousínov ❊
- Slavkov u Brna ❊
- Vyškov ❊

## Okres Zlín
- Brumov ❊
- Zlín ❊

## Okres Znojmo
- Jiřice u Miroslavi ❊
- Miroslav ❊
- Moravský Krumlov ❊
- Šafov ❊
- Znojmo ❊

## Okres Žďár nad Sázavou
- Velké Meziříčí ❊

## Okres Jeseník
- Zlaté Hory[1]
- Jeseník[2]
- Vidnava[3]